# Пырмаз
Пырмаз — река в России, протекает в Нейском районе Костромской области. Устье реки находится в 2,5 км по правому берегу реки Инзовка. Длина реки составляет 11 км.
Пырмаз начинается в лесу к юго-востоку от посёлка и железнодорожной станции Абросимово. Течёт по ненаселённому лесу на юг, перед устьем поворачивает на юго-восток.

## Данные водного реестра
По данным государственного водного реестра России относится к Верхневолжскому бассейновому округу, водохозяйственный участок реки — Унжа от истока и до устья, речной подбассейн реки — Бассей притоков Волги ниже Рыбинского водохранилища до впадения Оки. Речной бассейн реки — (Верхняя) Волга до Куйбышевского водохранилища (без бассейна Оки).
По данным геоинформационной системы водохозяйственного районирования территории РФ, подготовленной Федеральным агентством водных ресурсов:
- Код водного объекта в государственном водном реестре — 08010300312110000016546
- Код по гидрологической изученности (ГИ) — 110001654
- Код бассейна — 08.01.03.003
- Номер тома по ГИ — 10
- Выпуск по ГИ — 0